# Horiuchi Masakazu
Horiuchi Masakazu (japanisch 堀内 正和; geboren 27. März 1911 in Kyōto; gestorben 13. April 2001 in Tōkyō) war ein japanischer Bildhauer der Shōwa-Zeit.

## Leben und Werk
Horiuchi Masakazu kam im Alter von fünfzehn Jahren unter den Einfluss der konstruktivistischen Richtung, die von Murayama Tomoyoshi und anderen befürwortet wurde. Daraufhin begann er mit der Herstellung von abstrakten Figuren im konstruktivistischen Sinne. Im Jahr 1929 schrieb er sich in der Abteilung für Bildhauerei der „Technischen höheren Schule Tōkyō“ (東京高等工芸学校, Tōkyō kotō kōgei gakkō), der Vorläufereinrichtung der Tōkyō Kōgyō Daigaku, ein. Im Jahr darauf wurde seine Skulptur mit dem Titel „Kopf“ (頸, Kubi) für die 16. Ausstellung der Künstlergemeinschaft Nikakai (二科会) angenommen.
Das führte dazu, dass er die Ausbildungsstätte verließ, an der er bisher studiert hatte, und zur Schule der Nika-kai, der Nika-juku (二科塾) wechselte. Dort bildete er sich unter Fujikawa Yūzō weiter. 1936 reichte er eine abstrakte Arbeit mit dem Titel „Experiment“ (試作, Shisaku) bei der 24. Ausstellung der Nika-kai ein, 1947 wurde er zum Mitglied der Vereinigung.
1950 wurde Horiuchi Professor am „Kyōto Municipal College of Painting“ (京都市立美術専門学校) und wirkte in dieser Position bis 1974. 1957 zeigte er Arbeiten auf der Japan-Ausstellung der 4. Biennale von São Paulo und an vielen anderen Orten der Welt. 1963 gewann sein „Seewind“ (海の風, Umi no kaze) den 6. Takamura Kōtarō-Preis und 1969 sein „Zweiteilung des Festen“ (立方体の二等分, Rippōtai no nitōbun) höchsten Preis auf der 1. „Ausstellung moderner internationaler Skulpturen“ (現代国際彫刻展, Gendai kokusai chōkoku ten). 1966 zog er sich aus der Nika-kai zurück, der er ja lange angehörte. Danach schloss er sich keiner Künstlervereinigung mehr an. 
In den Jahren nach dem Krieg war sein Stil durch Experimentieren mit geometrischen Formen bestimmt, wobei nach 1960 humoristische Elemente zu erkennen sind. In Ergänzung zu den oben genannten Werken seien noch erwähnt „Schräge Kegel und Zylinder mit schrägen Öffnungen“ (円錐を斜めに登臨受ける円筒, Ensui o naname ni tōrinukeru entō) und Zickzack-Körper (ジグザグ立方体, Jiguzagu rippōtai).
1980 wurde er, zusammen mit dem Maler Yamaguchi Takeo (1902–1983), mit einer Ausstellung im Nationalmuseum für moderne Kunst Tokio geehrt. Vom 8. Dezember 2018 bis 24. März fand im Hayama-Gebäude des Museums für moderne Kunst der Präfektur Kanagawa eine Horiuchi-Ausstellung unter dem Titel „Curious minds, joyful forms“ statt.